# McKenzie Jacobson
McKenzie Jacobson (* 17. Januar 1995 in Fresno, Kalifornien) ist eine US-amerikanische Volleyballspielerin.

## Karriere
Jacobson begann ihre Karriere an der Clovis West High School. Von 2013 bis 2017 studierte sie von 2013 bis 2017 an der University of Arizona und spielte in der Universitätsmannschaft Wildcats. Nach ihrem Studium wechselte die Mittelblockerin 2018 zum deutschen Bundesligisten VfB 91 Suhl. Mit Suhl erreichte sie in der Saison 2018/19 das Viertelfinale im DVV-Pokal und den neunten Platz in der Bundesliga.